# C/1885 X1 (Fabry)
C/1885 X1 (Fabry) ist ein Komet, der im Jahr 1886 mit dem bloßen Auge gesehen werden konnte.

## Entdeckung und Beobachtung
Am Abend des 1. Dezember 1885 wurde der Komet vom Astronomen Louis Fabry in Paris entdeckt. Der Komet befand sich zu diesem Zeitpunkt noch weit von der Sonne entfernt, jenseits der Umlaufbahn des Mars. Er erschien in einer Helligkeit von etwa 12 mag und bewegte sich in den folgenden Tagen am Himmel langsam nach Westen.
Er wurde im weiteren Verlauf des Monats intensiv beobachtet, u. a. auch von Ernst Wilhelm Leberecht Tempel in Italien, Ralph Copeland in Schottland, Julius Bauschinger in München und Ladislaus Weinek in Prag. Obwohl sich der Komet weiter der Sonne näherte, entfernte er sich in den folgenden Wochen wieder von der Erde, so dass seine Helligkeit nur langsam zunahm. Bis Ende Januar 1886 hatte sie 6 mag erreicht und der Abstand zur Erde begann sich danach auch wieder zu verringern. Ab Ende Februar konnte auch die Ausbildung eines kleinen Schweifs beobachtet werden.
Der Komet näherte sich im Verlauf des März und April beständig weiter der Erde. Bis Ende April war seine Helligkeit bis auf etwa 2 mag angewachsen. In der Morgendämmerung des 26. und 27. Mai wurde der Komet die letzten beiden Male von der Nordhalbkugel aus beobachtet mit einem schmalen Schweif von 10° Länge und bereits einen Tag später ging er in etwa 9° Abstand an der Sonne vorbei. Auch chinesische Astronomen berichteten im Mai 1886 von einem „Besenstern“.
Bereits in der Abenddämmerung des 1. Mai wurde der Komet dann von der Südhalbkugel wiederentdeckt, u. a. von Südafrika und Brasilien aus. Helligkeit und Schweiflänge nahmen wegen der zunehmenden Entfernung von Sonne und Erde rasch ab und die letzte Beobachtung erfolgte schließlich am 30. Juli 1886, als sich der Komet bereits wieder jenseits der Umlaufbahn des Mars bewegte.
Etwa während des gleichen Zeitraums, in dem der Komet Fabry beobachtet werden konnte, war auch der knapp 2 ½ Tage später entdeckte Komet C/1885 X2 (Barnard) am Himmel zu sehen, der aber die meiste Zeit etwas schwächer erschien. Am Abend des 24. April 1886 näherten die beiden Kometen einander bis auf weniger als 7° Abstand an.

## Wissenschaftliche Auswertung
Bereits wenige Tage nach seiner Entdeckung wurde für den Kometen eine erste parabolische Umlaufbahn berechnet, aber bald zeigte sich eine ungewohnte Schwierigkeit, das voraussichtliche Datum des Vorbeigangs an der Sonne zu bestimmen, da mehrere Berechnungen stark voneinander abweichende Daten lieferten. Erst unter Berücksichtigung der Bahndaten von Dezember 1885 bis Juni 1886 wurde im darauf folgenden Jahr erstmals erkannt, dass der Komet sich auf einer hyperbolischen Bahn bewegte.
Als Komet mit einer gesicherten hyperbolischen Umlaufbahn zog der Komet Fabry das Interesse der Astronomen auf sich, die den möglichen interstellaren Ursprung der Kometen untersuchten. Insbesondere versuchte man die Bahnelemente der Kometen in die Vergangenheit zu berechnen, um dadurch nachzuprüfen, ob die Bahnform sich beim Durchgang durch das innere Sonnensystem verändert hatte.
Für den Kometen Fabry ergab sich in einer Berechnung von Svante Elis Strömgren unter Berücksichtigung der Bahnstörungen nur durch Jupiter und Saturn zwar immer noch eine geringfügig hyperbolische Ausgangssituation, allerdings lag die Abweichung zu einer elliptischen Bahn innerhalb der Unsicherheit der ursprünglichen Bahnbestimmung.
Auch in einer neueren Untersuchung von 1978 fanden Brian Marsden, Zdenek Sekanina und Edgar Everhart für die ursprüngliche Bahn noch eine hyperbolische Form, allerdings lag auch hier die Bahnexzentrizität sehr nahe bei 1, und eine ursprünglich elliptische Bahn wurde als wahrscheinlich angesehen, wenn zusätzlich nicht-gravitative Einflüsse berücksichtigt worden wären.
In einer Untersuchung von 2010 wurde durch Królikowska und Dybczyński nachgewiesen, dass nur dann signifikante Aussagen über die ursprüngliche und die zukünftige Bahn des Kometen gemacht werden können, wenn zur Ermittlung der Bahnelemente außer den gravitativen Störungen durch alle Planeten und den relativistischen Effekten auch zusätzlich nicht-gravitative Einflüsse bei der Berechnung berücksichtigt werden. Die von ihnen aus 228 Beobachtungen über einen Zeitraum von 142 Tagen ermittelten Bahnelemente enthalten daher auch zwei nicht-gravitative Parameter. Zur Beurteilung der vergangenen und zukünftigen Bahn des Kometen wurden auch die differentiellen Gezeitenkräfte von Zentrum und Scheibe der Galaxis auf Sonne und Komet berücksichtigt. Die Berechnungen bestätigen die Annahme einer ursprünglich elliptischen Bahnform des Kometen, ebenso wie die nunmehr hyperbolische Bahnform.
Die Bahnelemente des Kometen C/1885 X1 wurden neben denen von 18 anderen extrem langperiodischen Kometen von Jan Hendrik Oort zur Herleitung seiner Hypothese der Oortschen Kometenwolke benutzt.

## Umlaufbahn
Für den Kometen konnte aus 46 Beobachtungen über 142 Tage eine hyperbolische Umlaufbahn bestimmt werden, die um rund 83° gegen die Ekliptik geneigt ist. Die Bahn des Kometen steht damit fast senkrecht zur Bahnebene der Planeten. Im sonnennächsten Punkt der Bahn (Perihel), den der Komet am 6. April 1886 durchlaufen hat, befand er sich mit etwa 96,1 Mio. km Sonnenabstand im Bereich zwischen den Umlaufbahnen von Merkur und Venus. Am 17. April ging er in etwa 52,4 Mio. km Abstand am Merkur vorbei und am 18. April passierte er die Venus in etwa 68,0 Mio. km Distanz. Am 1. Mai erfolgte mit etwa 29,6 Mio. km (0,20 AE) Abstand seine größte Annäherung an die Erde. Dieser relativ nahe Vorbeigang war mit ein Grund für seine beobachtete Helligkeit. Am 12. Mai erfolgte noch ein Vorbeigang am Mars in etwa 136,5 Mio. km Abstand.
Die folgenden Aussagen beruhen auf den nicht-gravitativen Bahnelementen von Królikowska und Dybczyński. Der Komet bewegte sich einige Zeit vor seiner Annäherung an das innere Sonnensystem im Jahr 1886 noch auf einer extrem langgestreckten elliptischen Bahn mit einer Exzentrizität von etwa 0,999961 und einer Großen Halbachse von etwa 16.400 AE. Er hatte damit eine Umlaufzeit in der Größenordnung von 2,1 Mio. Jahren und war mindestens einmal zuvor bereits bis auf 2–10 AE in die Sonnennähe gelangt, es handelte sich also definitiv nicht um einen „dynamisch neuen“ Kometen. Durch die Anziehungskraft der Planeten, insbesondere während Vorbeigängen am Saturn im August 1883 in etwa 6 AE und am Jupiter im Mai 1886 in etwa 4 ¾ AE Abstand wurde die Exzentrizität seiner Bahn auf einen Wert von etwa 1,000066 vergrößert, so dass er sich jetzt auf einer hyperbolischen Bahn entfernt. Der Komet wird daher nahezu sicher nicht mehr in das innere Sonnensystem zurückkehren. Alle genannten Werte besitzen allerdings eine hohe Unsicherheit.